# Denise Burse
Denise Burse-Mickelbury (Atlanta, 13 de janeiro de 1952) é uma atriz norte-americana, mais conhecida pelo seu papel como Claretha Jenkins na série de televisão Tyler Perry's House of Payne.

## Carreira
Afro-americano nativa de Atlanta, Burse recebeu treinamento profissional no Just Us Theatre, The Alliance Theatre e The Atlanta Children's Theatre. Ela é bastante creditada em séries de televisão como Law & Order: Special Victims Unit e Law & Order: Criminal Intent. Burse também apareceu em várias peças teatrais como An American Daughter,Harriet’s Return, Ground People, Pearl Cleage's Flyin' West e Radio Golf. Em 2016, ela fez uma participação no episódio "San Junipero" da série britânica antológica Black Mirror.

## Filmografia
| Ano       | Título                              | Papel                | Notas                                                              |
| --------- | ----------------------------------- | -------------------- | ------------------------------------------------------------------ |
| 1995      | New York Undercover                 | Sra. Reyes           |                                                                    |
| 1996      | The Juror                           | Secretária           |                                                                    |
| 1996      | Basquiat                            | Mary na TV           |                                                                    |
| 1999      | Law & Order                         | Sarah Chase          |                                                                    |
| 1999      | Funny Valentines                    | Brenda               |                                                                    |
| 2000      | The Sopranos                        | Enfermeira #2        |                                                                    |
| 2000      | Cosby                               | Sra. Henderson       |                                                                    |
| 2000      | Law & Order: Special Victims Unit   | Conselheira Scheider |                                                                    |
| 2001      | Law & Order: Special Victims Unit   | Pamela Tatum         |                                                                    |
| 2001      | Third Watch                         | Brigette             |                                                                    |
| 2001      | 100 Centre Street                   | Joy Glass            |                                                                    |
| 2005      | Law & Order: Criminal Intent        | Sarah Edgars         |                                                                    |
| 2005      | On the One (Preaching to the Choir) | Irmã Marcie          |                                                                    |
| 2006-2011 | Tyler Perry's House of Payne        | Claretha Jenkins     | Papel Principal (Temporada 1-6) ; Papel recorrente (Temporada 7-8) |
| 2016      | Black Mirror                        | Velha Kelly          | Episódio: "San Junipero"                                           |